# DoCo
DoCo ist eine japanische Girlgroup, die sich 1990 aus den japanischen Synchronsprecherinnen der Animeserie Ranma ½ gebildet hat.

## Hintergrund
Die Gruppe hat die meisten Songs zu der OVA-Serie beigesteuert. Nach Ende der TV-Serie, den OVAs und den Kinofilmen trennte sich die Gruppe wieder. Danach sangen sie in anderen Bands, die oft genauso nur für bestimmte Anime gegründet wurden, verfolgten Solokarrieren wie Megumi Hayashibara oder gründeten eine eigene Band wie Minami Takayama mit Two-Mix. Die Sängerinnen von DoCo bildeten ohne Minami Takayama auch die Gruppe Ties.

## Sängerinnen
- Megumi Hayashibara (Ranma (weiblich))
- Noriko Hidaka (Akane Tendo)
- Minami Takayama (Nabiki Tendo)
- Kikuko Inoue (Kasumi Tendo)
- Rei Sakuma (Shampoo)

## Diskografie
Alben
- 1991: DoCo First[1]
- 1994: DoCo Second
- 1995: DoCo Original Karaoke
- 1995: DoCo Music Video